# Blažim (Lounyi járás)
Blažim település Csehországban, Lounyi járásban. Blažim Výškov, Velemyšleves, Havraň és Bitozeves településekkel határos. Lakosainak száma 289 fő (2024. január 1.).

## Népesség
A település lakosságának változását az alábbi diagram mutatja:
| Lakosok száma | 414  | 531  | 530  | 251  | 290  | 191  | 255  | 265  | 293  | 289  |
|               | 1869 | 1890 | 1921 | 1950 | 1980 | 2001 | 2017 | 2019 | 2022 | 2024 |